# 제임스 드위스
제임스 드위스 (James Dewees, 1976년 3월 13일 ~ )는 미국의 음악가이다. 현재 마이 케미컬 로맨스의 투어 키보드리스트를 맡고 있다.

## 성장 배경
드위스는 1994년 미주리주 리버티 고등학교를 졸업한 후에 1995년, 미주리 대학교 음악 작곡을 전공하기 위해 입학한다.